# 中华人民共和国宗教
中國宗教信徒比例圖 (截止至2016年)
中华人民共和国宗教，指中华人民共和国公民信仰的宗教，中國是世界上人口第二多的國家，据统计中國大陸上，中國人大多是無神論、無宗教、中國民間信仰（包括地方宗教、祖先崇拜、儒教等）或這三者的混合，上述佔比达73.56%；广义上的佛教徒占15.87%；道教7.6%； 基督宗教（包括天主教、東正教、新教等）2.53%，伊斯蘭教1.45%。经批准的宗教活动场所14.4万余处，宗教教职人员约38万人，宗教团体约5500个，宗教院校91所。由于中国是政教分离国家，实行宗教与教育分离的原则，在国民教育中，不对学生进行宗教教育。
全国性宗教团体有中国道教协会、中国天主教爱国会、中国天主教主教团、中国基督教三自爱国运动委员会、中国基督教协会、中国伊斯兰教协会、中国佛教协会等获得官方的认可和批准。在中国的部分地区，萨满教、苯教、东巴教、中国民间信仰等也得到传播，而东正教在中国的传播则非常有限。

## 执政党
中国共产党執政中华人民共和国，《中国共产党章程》中规定：“中国共产党以马克思列宁主义……作为自己的行动指南”、“全面贯彻党的宗教工作基本方针，团结信教群众为经济社会发展作贡献”。
马克思列宁主义持唯物主义，主张無神論。2016年10月，中共十八届六中全会通过了《关于新形势下党内政治生活的若干准则》，该准则中规定：“党员不准搞封建迷信，不准信仰宗教，不准参与邪教，不准纵容和支持宗教极端势力、民族分裂势力、暴力恐怖势力及其活动”。
中共党章中的宗教工作基本方针，指“全面贯彻党的宗教信仰自由政策，依法管理宗教事务，坚持独立自主自办原则，积极引导宗教与社会主义社会相适应”。

## 國家現行法規

### 法律法规
《中华人民共和国宪法》第三十六条规定：“中华人民共和国公民有宗教信仰自由，任何国家机关、社会团体和个人不得强制公民信仰宗教或者不信仰宗教，不得歧视信仰宗教的公民和不信仰宗教的公民。国家保护正常的宗教活动。任何人不得利用宗教进行破坏社会秩序、损害公民身体健康、妨碍国家教育制度的活动。宗教团体和宗教事务不受外国势力的支配。”。
中国宗教界人士于一九八九年三月把《中华人民共和国宗教法》（建议草案）提交全国人大常委会，因立法中的一些基本原则上的争议而被迫搁置下来。
中华人民共和国国务院颁布的行政法规有：
- 《宗教活动场所管理条例》：1994年1月31日发布，2005年3月1日因《宗教事务条例》的施行而被废止。
- 《中华人民共和国境内外国人宗教活动管理规定》：1994年1月31日发布。
- 《宗教事务条例》：2004年11月30日中华人民共和国国务院令第426号出台，自2005年3月1日起施行。

国家宗教事务局颁布的部门规章有：
- 《宗教社会团体登记管理实施办法》（1991年5月，与民政部门联合颁布）
- 《宗教活动场所设立审批和登记办法》2005年4月21日公布并实施。1994年国务院宗教事务局颁发的《宗教活动场所登记办法》同时废止。
- 《宗教活动场所年度检查办法》（1996年）。
- 《宗教团体管理办法》（2020年）
- 《互联网宗教信息服务管理办法》：2021年12月3日该办法出台，自2022年3月1日起施行[6]。该办法中规定，除本办法第十五条、第十六条规定的情形外，任何组织或者个人不得在互联网上传教[7]。
- 《宗教活动场所管理办法》：2023年7月9日该办法出台，自2022年3月1日起施行，2005年国家宗教事务局公布的《宗教活动场所设立审批和登记办法》同时废止。[8]。

### 行政部门
中国国家宗教事务局对宗教事务进行全面系统评估与管理的国家，政府对宗教组织和宗教职位的任命有所监督。当局认为这有助于防止境外敌对势力利用宗教颠覆中国、影响社会稳定，但有批评者认为这破坏了一些宗教自身的传统。中国当局要求由本地教会管理本地宗教事物，由本地教会任命境内的主教，其理论根据是‘服从梵蒂冈教廷’与‘信仰自由’的精神相左；认为教廷与教宗是宗教信仰的异化，认为信仰天主是信仰天主本身而不是崇拜教廷和教宗，宗教事务应该由本地教众来决定与管理。中国公民绝大多数在信仰普通宗教方面相对不受管制，但在活动范围场所、媒体传播及集会方面有限制；关于宗教的报纸刊物相对较少，在广播电视也没有专门的宗教频道与节目。
中华人民共和国建立以后主要认可了五个制度性宗教（institutional religion）在中国的地位。中国官方认可全国性宗教团体共有7个：中国佛教协会，中国道教协会，中国伊斯兰教协会，中国天主教爱国会、中国天主教主教团，中国基督教三自爱国运动委员会和中国基督教协会，分别代表着佛教、道教、伊斯兰教、天主教、新教这五大宗教。在黑龙江省和新疆维吾尔自治区也承认东正教的合法地位。中國政府拒絕承认五大宗教外的其他宗教及新興宗教、外來宗教在國內公開組織活動的合法地位。
由于没有全国性的组织，加上被认为与现代文明不完全适应，政府对中国传统宗教一直没有正面承认，包括公民个人在内不少人将其视为“封建迷信”而不加重视。不过在中国改革开放以后，对中国传统宗教的发展，逐步采取默认的态度。这中间很大原因是中国传统宗教背后对地方旅游业的促进，以及在社会急速变化时期所客观发挥的稳定民心功能。这在东南沿海各省尤其明显。近年来，在保护地方文化，促进地方旅游业的大旗下，一些地方传统宗教活动中心，得到了重建或扩建。

## 敬天崇祖
中国自原始社会起就有敬天崇祖的观念。清朝灭亡以后，除袁世凯外，祭天不再成为国家行为，但民间拜天公的习俗仍在部分地区保留。祖先崇拜一直是中国最重要的信仰，超越了一般宗教的界限，即使是声称无神论者的人，也几乎没有不祭拜祖先的。不过一般的宗教统计当中，仅仅拜祖的人往往会被归为无神论者。

## 道教

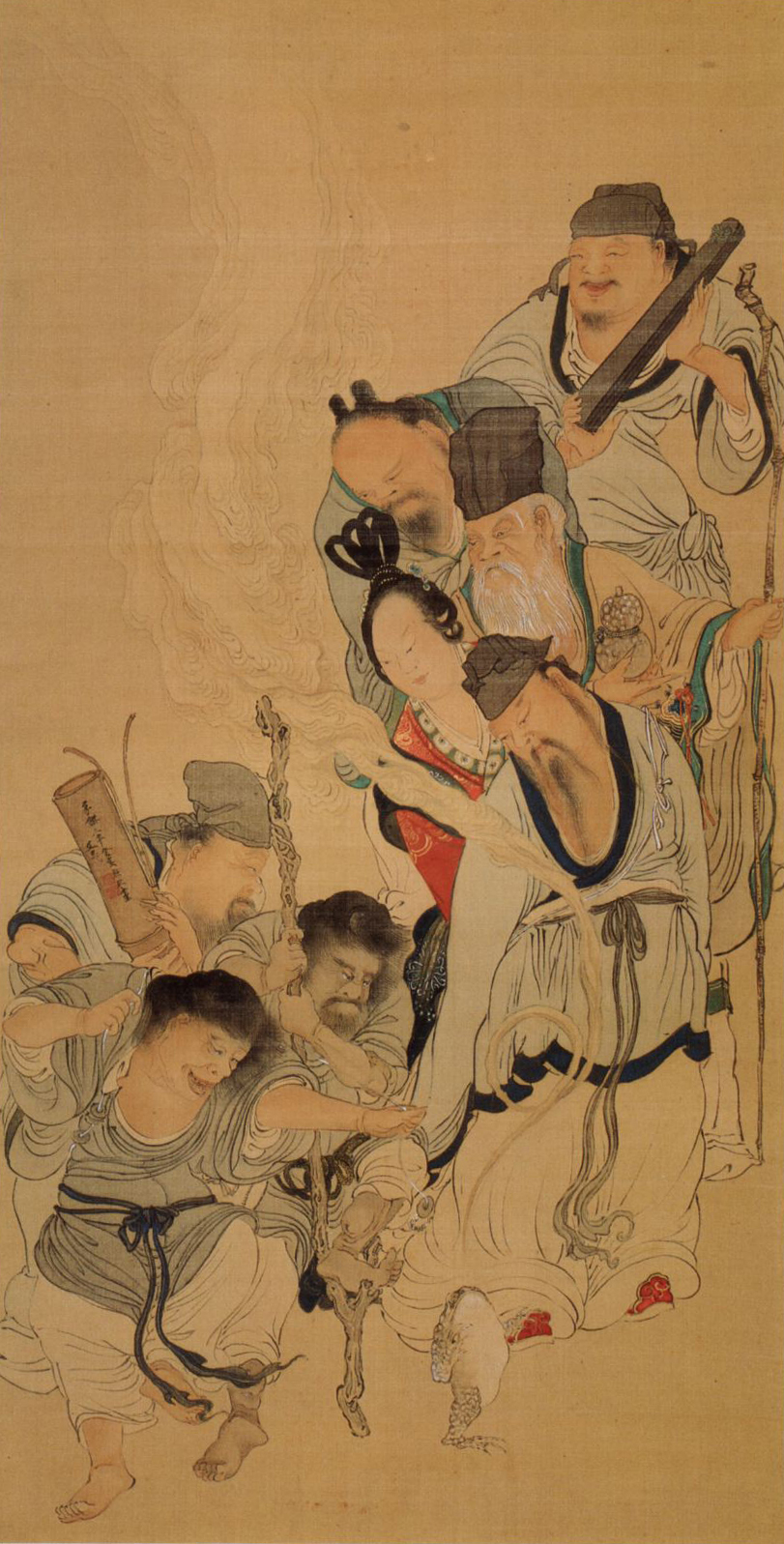
道教八仙圖

道教是形成于公元2世纪，屬於一種一元泛靈信仰。道教的創世觀認為「道」是宇宙萬物的本原和主宰，無所不在，無所不包，萬物都是從「道」演化而來的。道教相信眾生皆有靈，皆可通过修炼成仙，則神仙皆來自人間。道士通過修煉去脱离塵世，成為擁有各種法力的神仙。道教的神仙都是長生不老，並且可以隨意變化形態，有能力存在於凡人無法抵達的異世界之中。
道教一般以东汉末年五斗米道的张道陵为道教的创立者。五斗米道以老子為先師，基本經典是《道德經》和張陵編寫的『老子想爾注』，以長生不老或成仙為其最高目標。其道術主要是通過章表，符咒招神驅鬼，以及行氣、導引等。主要活動在成都周圍，也可能在少數民族中傳播。許多學者認為五斗米道與當地少數民族所盛行的巫術有很密切的關係。道士能替信徒上章向三清、玉帝、三官等神，許願求福。
道教與中國民俗文化和中國神話相結合，有深厚的文化傳統和广泛的群众基础。不少中国文化的組成部分都是源於道教，如功夫、算命、祖先顯靈、祈福。許多漢族和一部分瑤族、壯族信奉道教。另外，道教的一些神仙如關公，在滿族、藏族等民族中有一定影響。道教徒活动的宗教场所，统称为宫观。中国共有道教宫观9000余座，乾道、坤道5万余人。

### 全真派
全真派的道士出家，在宫观内过丛林生活，不食荤，重内丹修炼，不尚符箓，主张“性命双修”，以修真养性为正道。

### 正一派
正一派道士一般有家室，不忌荤，以行符箓为主要特征（画符念咒、驱鬼降妖、祈福禳灾）。

### 民间信仰
在很多时候，中国民间信仰被纳入到道教之中。中国民间信仰與道教最大的分别在于，其重視對道教神仙及个人祖先的信奉及崇拜，而不主張修炼。目前中国民间宗教是十大宗教之一，其信奉的神祇主要包括两类：一类是英雄式人物神，如关羽、岳飛等。二是专司某种特殊任务的保护神，如保護航海的媽祖、保护村落的土地神、審判死者的城隍等。在中国南方，如浙江、福建、广东等地，中国民间信仰相当广泛。现在，中国民间宗教之一的三一教在中国福建的莆田地区仍在广泛流传。

## 巫覡宗教

### 苯教

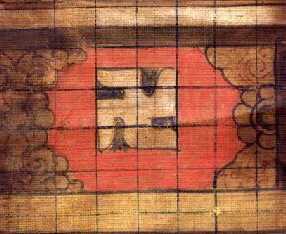
一個左旋的「萬字」，是苯教的神聖符號

苯教是西藏早期的古老宗教。苯教在早期居於絕對優勢地位，擁有參政、議政之權，其勢力甚大、信徒甚眾。在吐蕃軍隊出征的時候，也往往會有苯教巫師隨軍，通過巫術來提高吐蕃軍隊的士氣。赤松德贊繼位之後，為了加強王權，大力扶持佛教勢力，將佛教確立為國教並打壓苯教。赤松德贊這一政策遭到眾多大臣的反抗，但都以失敗告終。此後的數代贊普都延續了這一政策，赤德松贊和赤祖德贊在位期間，更是在政務九大臣之上設置「僧相」一職，將佛教僧侶地位置於世俗貴族之上。僧相強制推廣藏傳佛教，對苯教的打擊則是變本加厲。這使不少苯教信眾逃避到阿里、安多、康區等偏遠地區。為了苯教生存，苯教全面佛教化，苯教供奉起了佛教的佛、菩薩、金剛、明王，放棄以前黑色的教服，改成紅色黃色的袈裟，不再長髮披肩，跟佛教比丘一樣剃髮，成為藏密佛教的一支，但保留了一些教義和儀式規則（例如朝塔時以反方向進行，一般佛教徒以順時針方向進行），例如各派的活佛常常以轉世靈童傳承，苯教則是以宗教考試取得最高的法王、仁波切的地位。
苯教的中心寺院是扎西梅日寺，位於西藏自治區日喀則地區南木林縣境內。苯教曾長期受到藏學界的忽視，近數十年以來才被國內外學者重視，並翻譯了大量苯教的歷史文獻和典籍。目前中華人民共和國國家宗教事務局將苯教與藏傳佛教一起歸屬到中國佛教協會之下進行管理。

### 东巴教
东巴教是主要流传在云南纳西族的宗教。東巴教起源於原始巫教，同時具有原始巫教和宗教的特徵，創立者為東巴什羅。經文講師被視為東巴什羅的傳人，因而稱作東巴，故名東巴教。東巴教為中國西南地區的納西族所普遍信奉。東巴教主要有祖先崇拜、鬼神崇拜、自然崇拜。宗教活動形式有祭天、喪葬儀式、驅鬼、禳災、卜封等。《東巴經》是東巴教的主要經書。

### 萨满信仰
萨满教则主要分布于中国北方，早期的蒙古族、满族等北方民族都普遍萨满教信仰，至今仍残留在蒙古族、满族、鄂伦春族、鄂温克族、赫哲族、达斡尔族、锡伯族和富裕柯尔克孜族等的中国北方少数民族的传统之中。

## 佛教
佛教雖然源自印度，但由於其早已中國化，所以已經被視為中國傳統文化的一部分。佛教在中國的影響力巨大。内地汉族以及很多与汉族交往频繁的少数民族不少都信仰汉传佛教。藏、门巴、土、蒙古、锡伯、裕固、羌、普米族等信仰藏传佛教；傣、布朗、德昂族等信仰上座部佛教。

### 汉传佛教

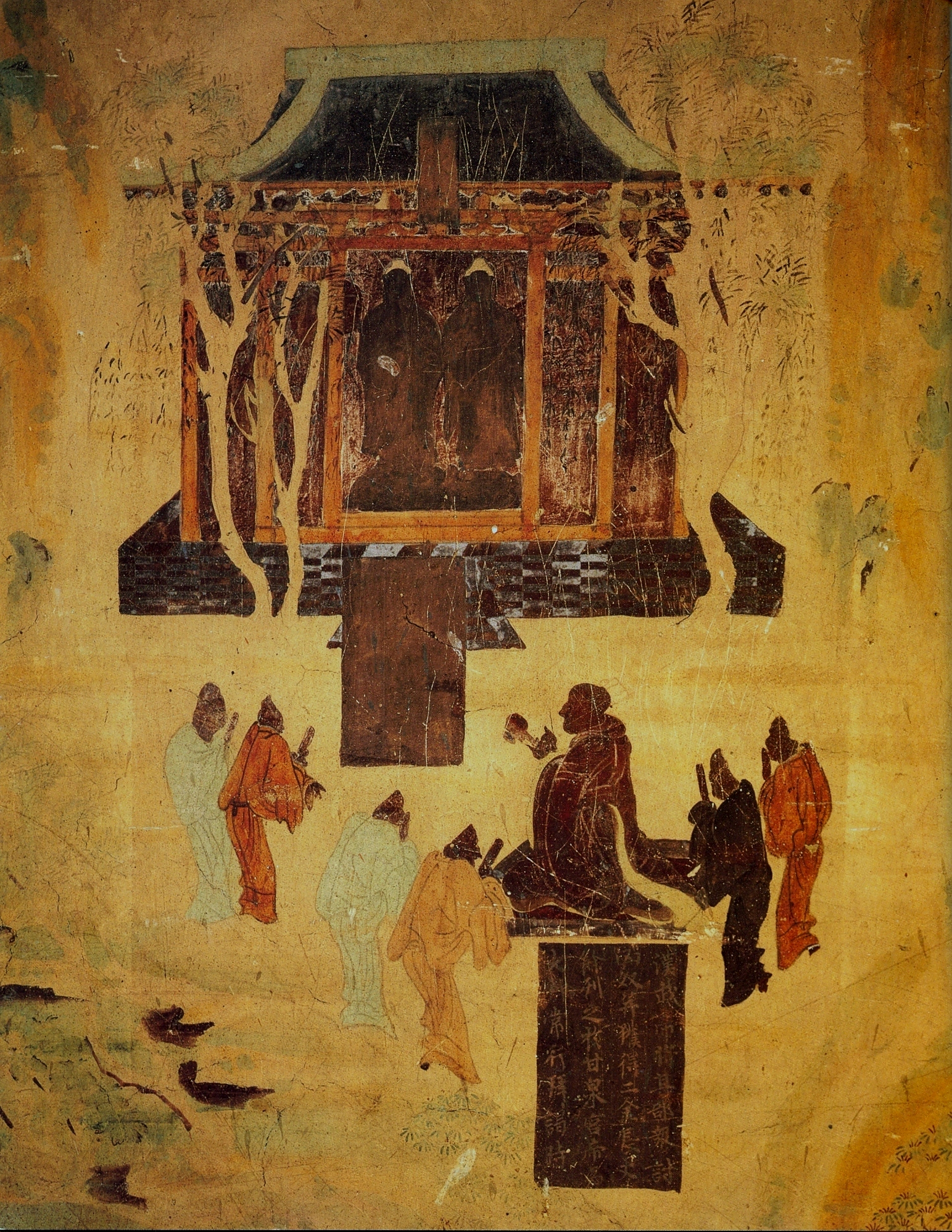
敦煌莫高窟內的佛像壁畫

漢傳佛教指以漢字記載經典或漢字文化圈的佛教，主要流傳於中國、朝鮮半島、日本與越南等地。漢傳佛教以大乘佛教為主流，是形塑大乘佛教面貌的主要力量之一。

### 藏传佛教
7世纪佛教经莲花生大师等人传入藏区，朗达玛灭佛后一度萧条，后萨迦派和格鲁派等兴起并被蒙古贵族信奉，在五台山和北京等地也有大量寺庙。

### 上座部（南传）佛教
中国云南的诸多民族从南诏时期开始信奉缅甸等国传入的佛教，与东南亚佛教来往密切，上座部佛教属于小乘佛教系统，傣族有11世纪的贝叶经传世。

## 其他宗教
基督宗教最早传入中国在公元635年，当时基督教的异端之一聂斯托利派正式得到唐朝官方许可，稱「景教」，开始在华传教。天主教在元朝（13世纪）首次传入中国，元朝覆灭后，天主教在中国几近绝迹。16世纪，天主教在明末随着西方殖民主义浪潮，再度传入中国。东正教在清初与俄罗斯人的交往中传入中国。新教传入最晚，在鸦片战争后才正式传入。
中华人民共和国建国后，中国基督新教部分人士在中央人民政府政务院总理周恩来的引导下提出了“自治、自传、自养”的三自方针。1954年在北京召开第一届中国基督教全国会议，正式成立中国基督教三自爱国运动委员会，后又成立中国基督教协会，合称“基督教全国两会”，新教方面的三自爱国教会是目前中国内地最大的基督教组织。在中国大陸，基督教一般只指新教，不包括东正教和天主教。

### 伊斯兰教
伊斯蘭教于唐宋时期（公元7世紀中叶）傳入中國。中国官方承认的55个少数民族中有回、维吾尔、哈萨克、柯尔克孜、塔塔尔、乌孜别克、东乡、撒拉、保安和塔吉克等10个民族信仰伊斯兰教。2021年中國官方稱境內的穆斯林已有約2500萬人，其中約一半生活在新疆。伊斯蘭教分遜尼派和什葉派兩大宗派。在中国，除塔吉克族信奉什葉派的伊斯瑪儀派，莎車縣一小部分維吾爾族信奉什葉派的十二伊瑪目派外，中国穆斯林主要是遜尼派。
中国现有清真寺3.5万余座，伊玛目、阿訇4.5万余人，伊斯兰教经学院共10所。穆斯林的自我认同及表述增加，许多全国性的穆斯林组织也主办了跨族穆斯林活动。中国全国每一个省份都有穆斯林居民。 2006年，前往麦加朝覲的中国穆斯林人数创下纪录，比上一年增加了40%。

### 新教
1807年英国伦敦会传教士马礼逊来华，是新教传入中国大陆的开始。1950年7月，中国新教界吴耀宗等40位领袖联名发表“三自宣言”，发起了三自爱国运动，号召教会自治、自养、自传。在2018年中國政府發布的資料中指出，中國的新教徒已達3800多萬人，但因家庭教會盛行，實際人數很可能遠超越此數字，教堂及活动点总数超过5万个，有近4000名牧师、3.7万名教职人员和近15万名义工，全国有20所神学院、圣经学校，共出版发行5800多万册圣经。

### 天主教
1840年鸦片战争后，传教士在中国设立教堂、修道院，兴办学校、医院、孤儿院，发展天主教。到1949年，中国有300万天主教教徒。根据天主教传统，主教应由位于梵蒂冈的教宗任命，这与中共制定的“中华人民共和国宗教不受境外势力支配”相冲突。1957年，中国天主教第一届全国代表会议在北京召开，成立中国天主教爱国会，决定中国内地的主教晋牧不再接受教宗的批准，而实行自选自圣。从此天主教方面的三自爱国教会，成为如聖公會一样，脱离于天主教会的一个新的基督教團體。中国天主教爱国会成立后，相当多的原天主教会信徒改宗。不过仍存在一些信徒忠于教宗，这部分群体，被俗称为“地下教会”。长期以来，围绕着天主教会与中国天主教会的关系的讨论一直没有停顿过。在2018年中國政府發布的資料中指出，中國的天主教徒已達600萬人。
目前，中国天主教有97个教区，有60多位主教，2000余位神父，5000余位修女。其中改革开放以来培养、祝圣的年轻神父就有1500余位，有550多万教友，开放大小教堂、会所约6000处，开办大小神哲学院8所。中国天主教每年约有5万余人领洗。

### 东正教
东正教在近现代在华曾拥有几十万信徒，但后来经过打击之后便不断衰落了，信徒数量锐减，苗、瑶、彝、拉祜、景颇、傈僳、怒、独龙、佤、高山、朝鲜等民族中有相当一部分人在近世改信天主教和新教。现在东正教在中国边疆地区又有所恢复了，但影响非常有限，信徒多为俄罗斯族、鄂温克族和中俄混血后代。

## 宗教与幸福感
研究发现，在中国大陆，不分具体宗教总地考虑，宗教身份认同与个人幸福程度无显著相关关系，而宗教信仰与宗教实践（尤其是参加宗教服务）与个人幸福感呈负相关。分宗教来看，道教信仰与实践以及基督教认同、信仰与实践与个人幸福感负相关的关系最一致且最稳健，而佛教认同与佛教实践频率则与幸福感呈正相关（佛教信仰或实践与幸福感无关）。

## 爭議
在中華人民共和國，執政的中國共產黨為一個無神論的列寧式政黨，有關的宗教體制經常被指出現爭議和醜聞。因而，中華人民共和國經常受到政府體系以外、國際社會及多間媒體與宗教人士的指控，指責中共打壓及控制國內宗教及反對聲音。其中，國際組織自由之家於2017年2月發表了名為《中國靈魂爭奪戰：習近平治下的宗教復興、壓制和抵抗》的宗教自由報告。報告指出，在中共中央總書記習近平領導下，近年中國的宗教管治打壓問題惡化。習近平任內推行「宗教中國化」，自2018年《宗教事務條例》生效後，習近平的宗教中國化政策進一步擴大。

### 佛寺升五星旗
2018年4月，中國共產黨下令宗教要「中國化」、「媒體、宗教、企業都要姓黨姓」。
同年8月27日，河南嵩山少林寺在方丈釋永信率領下，舉行寺院1523年以來的首次五星紅旗升旗儀式。少林寺工作人員鄒相稱：「這個活動也是響應中共中央統戰部，還有國家宗教局，升國旗也是我們宗教信徒愛國愛教的一個表現！」，而五台山亦有異常尼姑。她們拜毛澤東畫像等爭議，遭到兩岸三地紙媒大力報導。

### 「綠色殯改」的搶棺燒屍爭議
「建碑立墓，入土為安」是中國數千年來的儒家治國思想，土葬觀念以廣東葬法為之主流。《論語》謂：「生事之以禮，死葬之以禮，孝子之事親也，有三道焉：生則養，沒則喪，喪畢則祭；養則觀其順也，喪則觀其哀也，祭則觀其敬也。」2018年，中國政府當局推行「綠色殯改」運動，規定九月一日起要求全面實施火葬。江西省人民政府硬推這種聲言「環保」而要強制火化的綠色殯葬改革，阻止中國人民「入土為安」的傳統哲學。然而，過程中出現起棺和搶屍，令後人反感。事件遭質疑是地方強徵土地以發展一帶一路向中央邀功，而對於數以千計的棺材被強奪毀掉，先人遺體遭起棺，有中央媒體批評做法不合情理。
六月，江西弋陽官員被指強行起棺燒屍，政府當局還自我表揚，稱成功處置一宗違規土葬：「整個處置過程進展順利，家屬情緒平穩」。而江西吉安、宜春等地的地方官員和執法隊進村入戶，搜羅私人棺材，強行將這些私有財產抬走並銷毀。另外，雖然當局亦有其他做法，如聲稱限期內上繳家中棺木，主動有獎，逾期要罰，然而補貼費只有2000人民幣，與當地一副動輒數千元成本的棺木有明顯落差，這政策亦被指不合理。事件亦引起中國國務院轄下官媒《檢察日報》的批評：殯葬改革不能一步登天，須顧及傳統習俗。

### 關於靈童與西藏流亡政府
藏傳佛教轉世靈童傳統一向由西藏宗教人士處理，靈童由中央政府認證。唯現代藏傳佛教已被中國大陸政府介入其內部事務，完全控制成「愛國愛黨」機制，並且被指迫害異見人士，制造對抗事件。如：轉世靈童傳統亦遭政府干預。有反對人士以「流亡政府」名義進行反共和西藏獨立運動，如第十四世達賴喇嘛和「西藏流亡政府」。

### 地下基督教會
中國地下教會或中國式的「家庭教會」是一種存在於官方教義以外的宗教生態。

### 浙江強拆十字架
2014年初開始有外媒指控中共浙江省委和省委書記夏寶龍展開強拆「十字架」和教堂的打壓性行政命令，過程中有宗教人士衝突事件被當局刑事拘留，官方立場為三江教堂的手續不全及違法佔用農地。

### 聖誕節禁令
2018年12月，有外媒指控中國再傳出現聖誕「禁令」。四川及山東等地商戶收到中國警方通知，大量聖誕商品被列入禁售範圍，並要求拆除聖誕裝飾和禁止商家舉辦慶祝耶穌誕生的活動。但有媒體發現北京的購物中心、主幹道兩旁依然裝飾聖誕彩燈。也就是未有完全禁止聖誕節慶命令，可能是一些縣市的地方法規。

### 涉及穆斯林的「再教育」
自從2017年3月開始，西方輿論認為中國政府對新疆維吾爾族施行“種族滅絕”，成了中國人權的焦點之一，

### 對法輪功的禁止
中華人民共和國政府自1999年7月開始正式禁止法輪功，而中共對法輪功的處置也引發大量的爭議。一些未经证实的說法認為，中共對法輪功的處置手段，包括了系統性酷刑、非法拘禁、強迫勞動、活摘器官和濫用精神病醫療措施等等，藉以迫使修煉者宣布放棄對法輪功的信仰。曾遭關押的法轮功学员称，法輪功學員在勞教營總是受到“最長刑期、最糟待遇”。

### 云南强拆清真寺圆顶
2023年5月27日，云南省玉溪市通海县纳古镇政府派人强行拆除当地清真寺穹顶，期间派出数十名防暴警察将清真寺包围，禁止民众进入。当地穆斯林为阻止当局拆除，与警员爆发冲突。

### 寧夏清真寺整改
自從2017年起，中共寧夏省委、寧夏回族自治區政府強制將清真寺原有風格（如阿拉伯風格圓頂和宣理塔等）拆除後重建為中國傳統風格建築。
2018年8月3日，寧夏政府下發通知，以缺少必要的规划和施工许可证、屬於違章建築為由，計劃於8月10日前拆除寧夏吳忠市當地新興建的清真寺。該決定遭到抗議，大批穆斯林舉行集會遊行。8月8日，當地政府暫緩拆除計劃，但要求需要拆除圓頂。整改後，原本的圓頂被改變為中國風格的塔尖。
2021年3月，宁夏石嘴山市政府開始實行「合村併寺」的政策，在方圆2.5公里范围内只准许一座清真寺合法运营，估計數以百計的清真寺會因此政策而被強行拆除，因此備受爭議。

## 法律上的邪教組織
中國最高人民法院和最高人民檢察院的司法解释将“冒用宗教、氣功或者其他名義建立，神化首要分子，利用製造、散布迷信邪說等手段蠱惑、矇騙他人，發展、控制成員，危害社會的非法組織”定义为邪教。